# Proeidosa polysema
Proeidosa polysema is een vlinder uit de familie van de dikkopjes (Hesperiidae). De wetenschappelijke naam van de soort is voor het eerst geldig gepubliceerd in 1908 door Oswald Beltram Lower.